# Sarah Frances Whiting

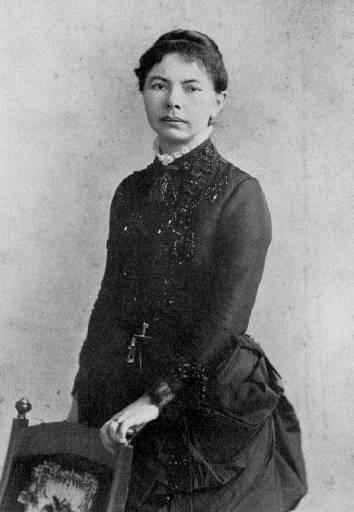
Sarah Frances Whiting

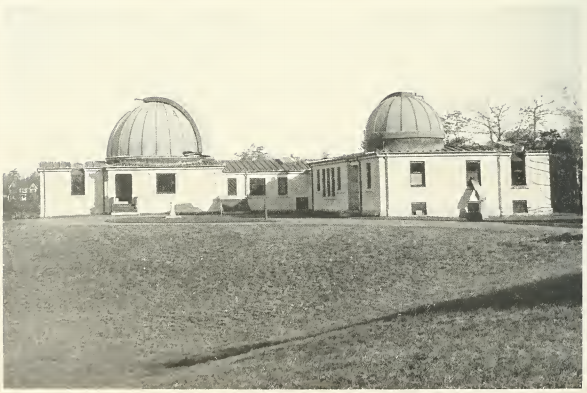
Whitin observatory, 1935

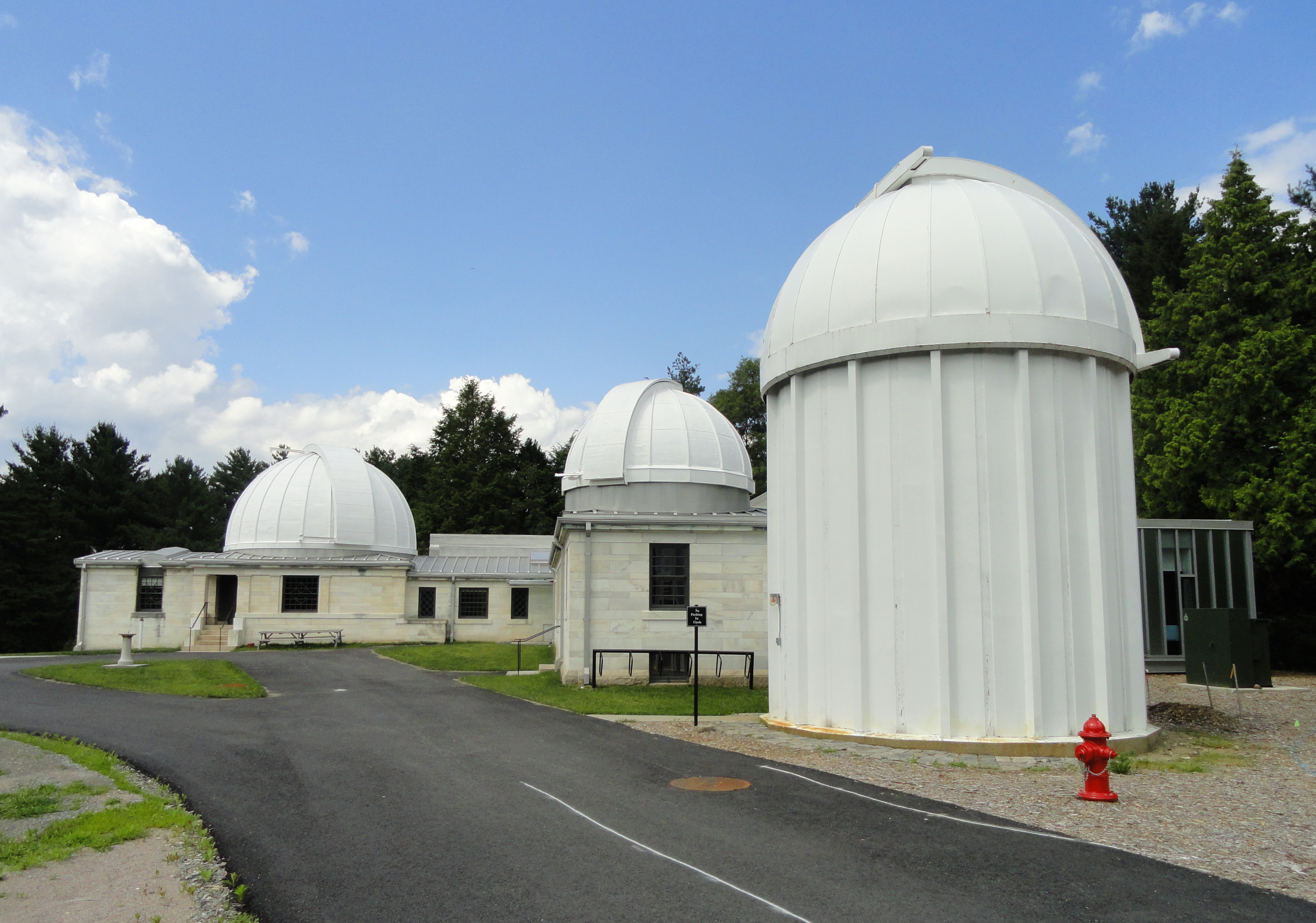
Whitin Observatory, Wellesley College 2011

 Sarah Frances Whiting (* 23. August 1847 in Wyoming, New York; † 12. September 1927 in Wilbraham, Massachusetts) war eine US-amerikanische Physikerin, Astronomin und Hochschullehrerin. Sie war die Gründerin der Abteilungen für Physik und Astronomie am Wellesley College. Sie war auch für die Gründung des Whitin Observatory am Wellesley College von entscheidender Bedeutung und war Ausbilderin mehrerer Astronominnen, darunter Annie Jump Cannon.

## Leben und Werk
Whiting war die Tochter von Elizabeth Comstock und Joel Whiting, der ein Absolvent des Hamilton College war und verschiedene Lehrpositionen im Staat New York hatte. Sie erhielt keine formale Ausbildung, wurde aber von ihrem Vater in Mathematik und Physik unterrichtet. 1865 beendete sie ihr Studium an der Ingham University in Le Roy, New York, mit einem Bachelor-Abschluss. Bis 1876 unterrichtete sie am Brooklyn Heights Seminar für Mädchen.
Sie besaß keine naturwissenschaftliche Ausbildung, aber sie besuchte Vorlesungen, um sich weiterzubilden, und zog damit die Aufmerksamkeit von Henry Fowle Durant, dem Gründer des Wellesley College, auf sich. Dieser bot ihr eine Stelle am Wellesley College an und arrangierte, dass sie ihre ersten zwei Jahre an Colleges und Universitäten in und um Neuengland verbrachte.
In diesen Jahren besuchte Whiting als erste Frau den Physikunterricht von Edward Charles Pickering am MIT. Pickerings neuartige, praktische Methode des Laborunterrichts war für Whiting das Vorbild für die Entwicklung eines eigenen Physiklehrplans. So verlangte sie von ihren Schülerinnen Laborexperimente zu entwerfen und durchzuführen. Diese Praxis stimmte mit den Wellesley College Bemühungen überein, die Schülerinnen zu ermutigen, sich aktiv mit ihrem eigenen Lernen zu befassen.

### Einrichtung eines Physiklabors am Wellesley College
Die praktische Methode des Physikunterrichts erforderte eine umfangreiche Sammlung wissenschaftlicher Geräte. Whiting gründete nach dem MIT das zweite Physiklabor für Studenten im Land und das erste für Frauen. In den USA gab es nur wenige kommerzielle Hersteller von wissenschaftlichen Geräten, jedoch mit den großzügigen Mitteln von Durant und Ratschlägen von Pickering und George Frederick Barker von der University of Pennsylvania sicherte sich Whiting die notwendige Ausrüstung. Sie wählte einige Instrumente aus den Ausstellungen europäischer Hersteller auf der Centennial Exhibition 1876 in Philadelphia aus und beauftragte die Herstellung anderer Instrumente, indem sie Handwerkern genaue Spezifikationen zur Verfügung stellte. Als sie im Herbst 1878 ihre ersten Physikkurse unterrichtete, waren ihre Labore außerordentlich gut mit Instrumenten ausgestattet, um Akustik, Wärme, Elektrizität und Mechanik zu studieren. Sie hatte auch eine vollständige Auswahl an fotografischen Geräten und hoch entwickelten optischen Instrumenten, einschließlich einer breiten Palette von Spektroskopen. Als 1895 die Röntgenentdeckung bekannt gegeben wurde, stellte sie eine Ausrüstung zusammen und machte die ersten Röntgenaufnahmen in den Vereinigten Staaten. 2020 wurden am College ihre Cyanotypien, cyanblaue Fotodrucke, die mit einer Mischung aus Eisenverbindungen hergestellt wurden und ihre Arbeiten zeigen, wiederentdeckt. In ihrem Artikel „ Sarah Frances Whiting und die 'Fotografie des Unsichtbaren '“ in der August 2020-Ausgabe von Physics Today beschreiben die Wellesley-Professoren John Cameron und Jacqueline Marie Musacchio Whitings Arbeit mit Röntgenstrahlen und unterstreichen die Tatsache, dass sie und ihr Team nicht nur eine der ersten Wissenschaftler des Landes waren, die die neue Entdeckung von Röntgen nachahmten, sondern auch die ersten in einem Undergraduate College und die ersten Frauen, die dies taten.

### Whitin-Observatorium
Whiting war die erste Frau, die zur New England Meteorological Society eingeladen wurde, und initiierte einen Kurs in Meteorologie. Sie baute eine meteorologische Beobachtungsstation und ihre Schülerinnen sammelten Daten für das US-Wetteramt, da es keine anderen Beobachtungsstationen in der Nähe gab. Am bekanntesten war sie jedoch für ihre Arbeit mit dem Spektroskop und für ihre Astronomieklasse, die sie 20 Jahre lang mit wenig Ausrüstung unterrichtete. 1880 begann sie einen Kurs für praktische Astronomie zu unterrichten.
1896 wurde die Philanthropin Sarah Elizabeth Whitin in das Kuratorium des Wellesley College gewählt und interessierte sich insbesondere für das Studium der Astronomie. 1899 kaufte das College auf Anregung von Whiting ein 12-Zoll-Teleskop und 1900 wurde der Bau des Whitin-Observatoriums wurde zu einem Gesamtpreis von 30.000 USD abgeschlossen. 1901 wurde die Astronomieabteilung offiziell mit ihr als erster Direktorin gegründet. Bis dahin wurden die pädagogischen Aktivitäten in Astronomie innerhalb der Abteilung Physik durchgeführt. 1905 finanzierte Whitin eine Erweiterung des Observatoriums mit einer kleineren Kuppel, einem 6-Zoll-Clark-Refraktor, einer Transitkuppel, einer Bibliothek und einer Laborfläche. 1909 wurde die Erweiterung des Whitin-Observatoriums mit zusätzlicher Ausrüstung abgeschlossen.
Whiting verbrachte ihre Sabbaticals damit, um die Welt zu reisen und wissenschaftliche Einrichtungen zu besuchen und an Seminaren und Kursen teilzunehmen. Von 1888 bis 1889 ging sie nach Deutschland und studierte kurz an der Universität Berlin, gefolgt von einer Zeit in England, wo sie Laboratorien und bekannte Wissenschaftler besuchte. 1896 reiste sie nach Schottland und schrieb sich an der neu für Frauen geöffneten Universität von Edinburgh ein, um bei dem Physiker Peter Guthrie Tait zu studieren. Sie ging 1916 als emeritierte Professorin am Wellesley College in den Ruhestand.

## Auszeichnungen
Whiting war Mitglied der American Physical Society, die sich zunächst weigerte, Frauen zu ihren Banketten einzuladen. Sie war eine von fünf Frauen, die zu dieser Zeit zur Stipendiatin der American Association for the Advancement of Science gewählt wurden. 1905 erhielt sie einen Ehrentitel vom Tufts College für ihre Beiträge zur Lehre. Ein Einschlagkrater auf der Venus wurde nach ihr benannt.

## Veröffentlichungen (Auswahl)
- "Use of Graphs in Teaching Astronomy"
- "Use of Drawings in Orthographic Projection and of Globes in Teaching Astronomy"
- "Spectroscopic Work for Classes in Astronomy",[7]"The Use of Photographs in Teaching Astronomy"
- "Partial Solar Eclipse, June 28, 1908"
- Solar Halos
- "A Pedagogical Suggestion for Teachers of Astronomy"
- "Priceless Accessions to Whitin Observatory Wellesley College"
- "The Tulse Hill observatory diaries (abstract)"
- "The Tulse Hill observatory diaries"